# Torneo Juvenil de la Concacaf 1962
El Torneo Juvenil de la Concacaf de 1962 fue la 1.ᵃ edición del torneo de la CONCACAF juvenil, donde participaron las selecciones sub-20 de los países de Norteamérica, Centroamérica y las Antillas.
El formato de este torneo siguió hasta 1974, luego cambió, ya otorgando plazas para la Copa Mundial de Fútbol Sub-20.

## Participantes
| - Antillas Neerlandesas - Costa Rica - El Salvador | - Guatemala - Haití - Honduras | - México - Nicaragua - Panamá |

## Primera fase

### Grupo A
| Equipo                | Pts. | PJ | PG | PE | PP | GF | GC | Dif |
| --------------------- | ---- | -- | -- | -- | -- | -- | -- | --- |
| Antillas Neerlandesas | 4    | 3  | 1  | 2  | 0  | 4  | 3  | +1  |
| Guatemala             | 4    | 3  | 2  | 0  | 1  | 4  | 3  | +1  |
| Panamá                | 2    | 3  | 0  | 2  | 1  | 3  | 4  | -1  |
| El Salvador           | 2    | 3  | 0  | 2  | 1  | 2  | 3  | -1  |

| 4 de marzo de 1962 | Guatemala | 2:1 | Panamá | Estadio Juan Demóstenes Arosemena, Ciudad de Panamá |  |

| 6 de marzo de 1962 | El Salvador | 1:1 (1:0) | Antillas Neerlandesas | Estadio Juan Demóstenes Arosemena, Ciudad de Panamá |                              |
|                    | Brizuela 2' |           | Shoop 42'             | Árbitro(s): Prudencio García                        | Árbitro(s): Prudencio García |

| 8 de marzo de 1962 | Antillas Neerlandesas | 2:1 (1:0) | Guatemala  | Estadio Juan Demóstenes Arosemena, Ciudad de Panamá |                              |
|                    | Perez 12' · Shoop 62' |           | Stokes 68' | Árbitro(s): Prudencio García                        | Árbitro(s): Prudencio García |

| 8 de marzo de 1962 | Panamá | 1:1 | El Salvador | Estadio Juan Demóstenes Arosemena, Ciudad de Panamá |  |

| 10 de marzo de 1962 | Guatemala | 1:0 | El Salvador | Estadio Juan Demóstenes Arosemena, Ciudad de Panamá |  |

| 10 de marzo de 1962 | Panamá    | 1:1 (1:1) | Antillas Neerlandesas | Estadio Juan Demóstenes Arosemena, Ciudad de Panamá         |                                                             |
|                     | Beitia 7' |           | Rosal 23'             | Asistencia: 3000 espectadores Árbitro(s): Guadalupe Ordóñez | Asistencia: 3000 espectadores Árbitro(s): Guadalupe Ordóñez |

### Grupo B
| Equipo     | Pts. | PJ | PG | PE | PP | GF | GC | Dif |
| ---------- | ---- | -- | -- | -- | -- | -- | -- | --- |
| México     | 7    | 4  | 3  | 1  | 0  | 15 | 2  | +13 |
| Costa Rica | 5    | 4  | 2  | 1  | 0  | 15 | 4  | +11 |
| Honduras   | 3    | 4  | 1  | 1  | 1  | 5  | 4  | +1  |
| Nicaragua  | 2    | 4  | 0  | 2  | 2  | 2  | 12 | -10 |
| Haití      | 1    | 4  | 0  | 1  | 2  | 1  | 16 | -15 |

| 5 de marzo de 1962 | Costa Rica                                               | 5:1 | Nicaragua    | Estadio Juan Demóstenes Arosemena, Ciudad de Panamá |  |
|                    | Marín ?' · Sancho ?' · Hernández ?, ?' · Muñoz ?' (a.g.) |     | Gutiérrez ?' |                                                     |  |

| 5 de marzo de 1962 | México                           | 5:0 (1:0) | Haití | Estadio Juan Demóstenes Arosemena, Ciudad de Panamá |                               |
|                    | J. Sánchez ?, ?' · Fragoso ?, ?' |           |       | Árbitro(s): Carlos Luis Monge                       | Árbitro(s): Carlos Luis Monge |

| 7 de marzo de 1962 | Nicaragua | 1:1 | Haití | Estadio Juan Demóstenes Arosemena, Ciudad de Panamá |  |

| 7 de marzo de 1962 | Honduras              | 2:1 (2:0) | Costa Rica | Estadio Juan Demóstenes Arosemena, Ciudad de Panamá |                               |
|                    | Suazo 15' · Ochoa 27' |           | Cruz 65'   | Árbitro(s): Guadalupe Ordóñez                       | Árbitro(s): Guadalupe Ordóñez |

| 9 de marzo de 1962 | Costa Rica  | 1:1 (0:0) | México      | Estadio Juan Demóstenes Arosemena, Ciudad de Panamá |                               |
|                    | Marín 80+2' |           | Fragoso 46' | Árbitro(s): Guadalupe Ordóñez                       | Árbitro(s): Guadalupe Ordóñez |

| 9 de marzo de 1962 | Honduras | 0:0 | Nicaragua | Estadio Juan Demóstenes Arosemena, Ciudad de Panamá |  |

| 11 de marzo de 1962 | México                                     | 3:1 (3:0) | Honduras | Estadio Juan Demóstenes Arosemena, Ciudad de Panamá |                               |
|                     | Fragoso 8' · J. Sánchez 20' · Mancilla 38' |           | Díaz 75' | Árbitro(s): Guadalupe Ordóñez                       | Árbitro(s): Guadalupe Ordóñez |

| 11 de marzo de 1962 | Costa Rica                                                              | 8:0 (5:0) | Haití | Estadio Juan Demóstenes Arosemena, Ciudad de Panamá |                           |
|                     | Marín 5, 37, 80+2' · López 7, 70' · Cruz 20' (pen.) · Hernández 30, 41' |           |       | Árbitro(s): Ramiro García                           | Árbitro(s): Ramiro García |

| 12 de marzo de 1962 | México                                                                 | 6:0 (3:0) | Nicaragua | Estadio Juan Demóstenes Arosemena, Ciudad de Panamá |                               |
|                     | Romero 7' · Mancilla 26, 38' · Fragoso 58' · Jiménez 66' · Padilla 60' |           |           | Árbitro(s): Carlos Luis Monge                       | Árbitro(s): Carlos Luis Monge |

| 12 de marzo de 1962 | Honduras             | 2:0 | Haití | Estadio Juan Demóstenes Arosemena, Ciudad de Panamá |  |
|                     | Flores ?' · Ochoa ?' |     |       |                                                     |  |

## Ronda final
| Equipo                | Pts. | PJ | PG | PE | PP | GF | GC | Dif |
| --------------------- | ---- | -- | -- | -- | -- | -- | -- | --- |
| México                | 4    | 3  | 1  | 2  | 0  | 4  | 3  | +1  |
| Guatemala             | 3    | 3  | 1  | 1  | 1  | 4  | 3  | +1  |
| Antillas Neerlandesas | 3    | 3  | 1  | 1  | 1  | 3  | 4  | -1  |
| Costa Rica            | 2    | 3  | 1  | 0  | 2  | 4  | 5  | -2  |

| 14 de marzo de 1962 | Guatemala  | 1:1 (1:0) | México         | Estadio Juan Demóstenes Arosemena, Ciudad de Panamá |                               |
|                     | Lossley 1' |           | R. Sánchez 55' | Árbitro(s): Carlos Luis Monge                       | Árbitro(s): Carlos Luis Monge |

| 14 de marzo de 1962 | Antillas Neerlandesas | 2:1 (1:0) | Costa Rica           | Estadio Juan Demóstenes Arosemena, Ciudad de Panamá |                               |
|                     | Schoop 19, 66'        |           | Hernández 52' (pen.) | Árbitro(s): Guadalupe Ordóñez                       | Árbitro(s): Guadalupe Ordóñez |

| 16 de marzo de 1962 | Costa Rica                    | 2:1 (0:1) | Guatemala   | Estadio Juan Demóstenes Arosemena, Ciudad de Panamá |                          |
|                     | Hernández 65' · Chavarría 76' |           | Lossley 37' | Árbitro(s): José Urtecho                            | Árbitro(s): José Urtecho |

| 16 de marzo de 1962 | Antillas Neerlandesas | 1:1 (0:1) | México      | Estadio Juan Demóstenes Arosemena, Ciudad de Panamá |                               |
|                     | Schoop 55'            |           | Padilla 36' | Árbitro(s): Carlos Luis Monge                       | Árbitro(s): Carlos Luis Monge |

| 18 de marzo de 1962 | Guatemala             | 2:0 (0:0) | Antillas Neerlandesas | Estadio Juan Demóstenes Arosemena, Ciudad de Panamá |                               |
|                     | Valdez 52' · Cruz 82' |           |                       | Árbitro(s): Carlos Luis Monge                       | Árbitro(s): Carlos Luis Monge |

| 18 de marzo de 1962 | México                 | 2:1 (2:1) | Costa Rica | Estadio Juan Demóstenes Arosemena, Ciudad de Panamá |                               |
|                     | Fragoso 21, 25' (pen.) |           | López 5'   | Árbitro(s): Guadalupe Ordóñez                       | Árbitro(s): Guadalupe Ordóñez |

|                            |
|                            |
| Campeón México 1.er título |